# KSI
Олaџиде Вилијам „Џеј-Џеј” Олатунџи (19. јун 1993), познатији као Кеј-Ес-Ај (енгл. KSI), скраћено од његовог псеудонима на интернету KSIOlajideBT, британски је јутјубер, позната личност на интернету, комичар, глумац, репер и боксер. Октобра 2018, прешао је 4 милијарде прегледа и 19 милиона претплатника. Тако се нашао на списку од 50 јутјубера са највећим бројем претплатника. Популаран је и као музичар.